# Нарва
На́рва (ест. Narva) — третє за величиною місто в Естонії, найбільше місто повіту Іда-Вірумаа, найбільше переважно російськомовне місто в країні. 88 % населення становлять росіяни.

## Історія
Нарвська культура стала одним з компонентів в етногенезі балтійських народів.
Поселення на цьому місці вперше згадується в 1171 у Новгородському літописі.
На початку XIII століття воно було відоме як село Нарва. Фортецю в Нарві заснували данці 30 листопада 1223.
У першій половині XIV століття надано права міста.
У 1223–1346 належала Данії, а потім до 1558 — Лівонському ордену. В цей час будується замок Германа (XIII—XVI століття), що є наочним свідченням стратегічної важливості міста.
У 1492 для боротьби з Лівонією навпроти Нарви князем московським Іваном III побудована Івангородська фортеця. Під час Лівонської війни Нарва була взята військами московської держави (11 травня 1558), а в 1581 взята військами Швеції.
Зі спроби завоювати Нарву Петро I розпочав Північну війну. Московитська армія взяла в облогу Нарву, але 19 (30) листопада 1700 була розбита шведськими військами (див. Битва під Нарвою). Лише 9 серпня 1704 московитські війська взяли Нарву.
Після заснування фортець Кронштадт і Свеаборг Нарва втратила своє стратегічне значення.
До середини XIX століття стала великим центром текстильної промисловості (Товариство Кренгольмської мануфактури). Серед засновників мануфактури були Лев Герасимович Кнопа, Козьма Терентійович Солдатенков, Олексій Іванович Хлуд, Річард Васильович Барлов, Ернст Федорович Кольбе.
З 4 березня по 28 листопада 1918 місто окуповане німецькими військами.
У роки Громадянської війни в Росії (Визвольна війна Естонії) 28 листопада 1918 Червона армія окупувала Нарву і розгорнула наступ вглиб Естонії. 29 листопада 1918 в Нарві проголошена Естляндська трудова комуна. 18 січня 1919 війська Естонської Республіки визволили місто. З січня 1919 перебувала у складі Естонської Республіки, з 21 липня 1940 року — Естонської РСР, що увійшла 6 серпня 1940 до складу СРСР.
Під час Другої світової війни з серпня 1941 окупована німецькими військами. Після серії невдалих спроб захоплена радянськими військами 26 липня 1944 в ході Нарвської операції. Під час війни Старе місто Нарви сильно постраждало і, як і багато міст СРСР, після закінчення війни не було відновлено (за винятком окремих будівель).
З 1991 року після розпаду СРСР у складі Естонської Республіки.

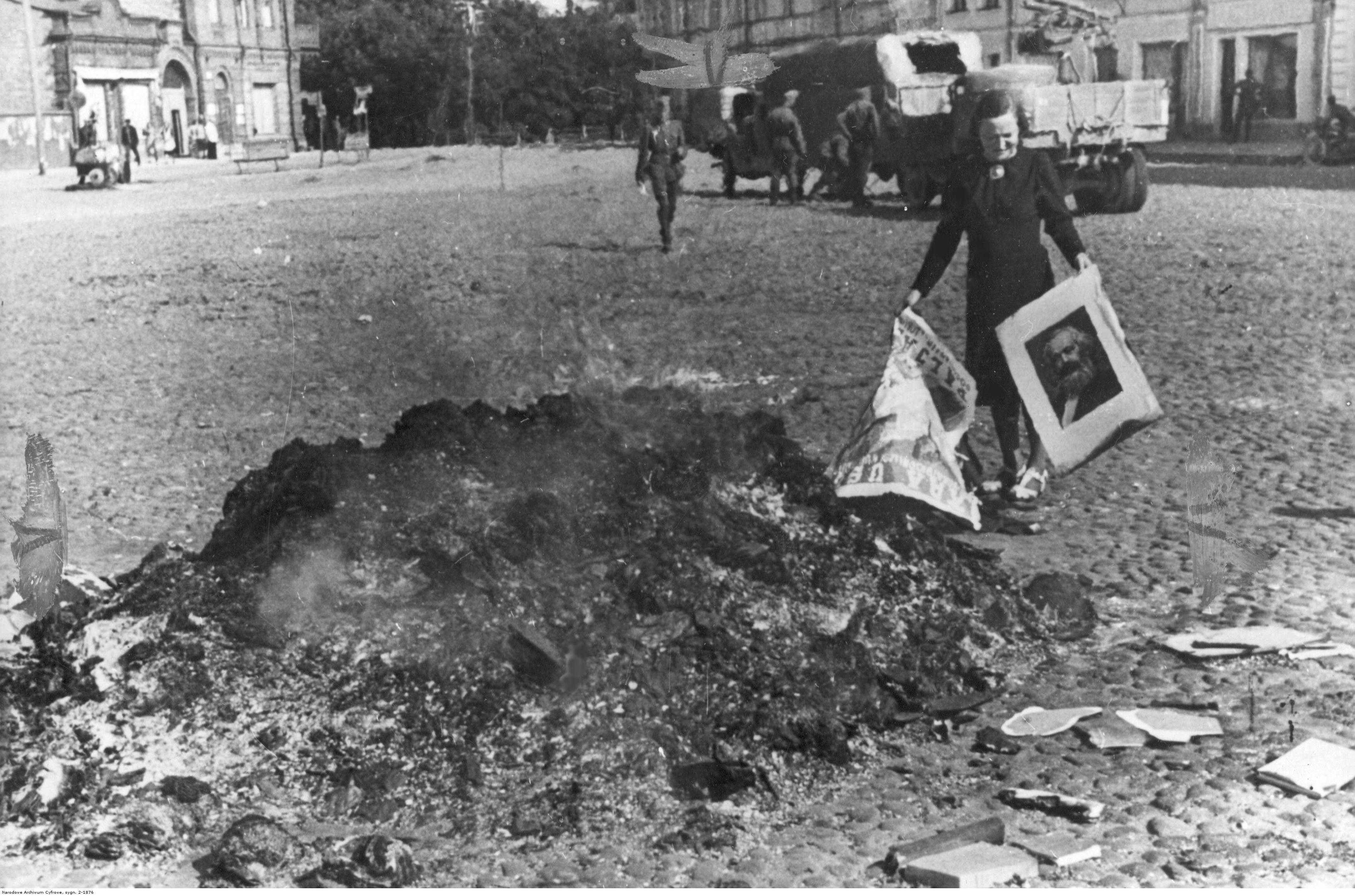
Спалення радянських картин і плакатів на міській площі в 1941

## Демографія
Станом на 1 січня 2017 року в Нарві проживало 57 130 осіб. Естонців було 2150 осіб, або 4%. Найбільшою етнічною групою є росіяни, які становили 83% мешканців міста. Українці — 1417 (2%), білоруси — 1161 (2%), фіни — 394 (0,6%) і татари — 298 (0,5%).
У 15 ст. 40–50% населення Нарви становили німці, 10–20% — данці, фіни, росіяни; решта — естонці та водь. У середині 16-го століття в Нарві було 40–50 будинків, кількість жителів не перевищувала 500–800 осіб: 20% були німці, решта — вожане, естонці і росіяни. У 1570 р. Нарві проживало близько 5 тис. осіб. У 1650-х роках у Нарві, яка була пов'язана з Яанілінною, проживало близько 3300 жителів, серед яких були німці, шотландці, шведи, фіни, росіяни, естонці та ізурці, внаслідок розвитку Нарви як торгового міста на кордоні Російської імперії.
| Національність | 1881   | 1881 | 1897   | 1897 | 1913   | 1913 | 1922   | 1922  | 1934   | 1934  | 1938   | 1938  | 1970   | 1970 | 1979   | 1979 | 1989   | 1989 | 2000   | 2000 | 2011   | 2011 |
| Національність | к-ть   | %    | к-ть   | %    | к-ть   | %    | к-ть   | %     | к-ть   | %     | к-ть   | %     | к-ть   | %    | к-ть   | %    | к-ть   | %    | к-ть   | %    | к-ть   | %    |
| -------------- | ------ | ---- | ------ | ---- | ------ | ---- | ------ | ----- | ------ | ----- | ------ | ----- | ------ | ---- | ------ | ---- | ------ | ---- | ------ | ---- | ------ | ---- |
| Разом          | 10 195 | 100  | 16 599 | 100  | 21 038 | 100  | 26 912 | 100   | 23 512 | 100   | 22 760 | 100   | 57 863 | 100  | 72 800 | 100  | 81 221 | 100  | 68 680 | 100  | 58 663 | 100  |
| естонці        |        |      | 7313   | 44.1 |        | 58   | 17501  | 65,03 | 15227  | 64,76 | 14421  | 63,36 | 3984   | 6,9  | 3538   | 4,9  | 3224   | 4,0  | 3331   | 4,9  | 3031   | 5,2  |
| німці          |        |      | 1000   | 6,0  |        |      | 502    | 1,87  | 499    | 2,12  | 548    | 2,41  |        |      | 279    | 0,4  | 251    | 0,3  | 218    | 0,3  | 141    | 0,2  |
| росіяни        |        |      | 7217   | 43,5 |        | 35   | 7927   | 29,46 | 6980   | 29,69 | 7173   | 31,52 | 48 205 | 83,3 | 61 971 | 85,1 | 69 763 | 85,9 | 58 702 | 85,5 | 51 434 | 87,7 |
| фіни           |        |      | 99     | 0,6  |        |      |        |       | 145    | 0.62  | 201    | 0,88  | 689    | 1,2  | 780    | 1,1  | 727    | 0,9  | 682    | 1,0  | 406    | 0,7  |
| українці       |        |      | 7      | 0,0  |        |      |        |       |        |       |        |       | 1448   | 2,5  | 2092   | 2,9  | 2626   | 3,2  | 1774   | 2,6  | 1219   | 2,1  |
| білоруси       |        |      | 63     | 0,4  |        |      |        |       |        |       |        |       | 1526   | 2,6  | 1904   | 2,6  | 2182   | 2,7  | 1529   | 2,2  | 1034   | 1,8  |
| інші           |        |      |        |      |        |      |        |       |        |       | [ 5 ]  |       |        |      |        |      |        |      |        |      |        |      |

| Рік  | Населення                        |
| ---- | -------------------------------- |
| 1782 | 3000                             |
| 1825 | 3500                             |
| 1861 | 8100                             |
| 1881 | 10 195                           |
| 1884 | 11 000                           |
| 1897 | 28 600 (16 599 без Jaanilinnata) |
| 1922 | 27 022                           |
| 1939 | 22 400                           |
| 1941 | 25 100                           |
| 1942 | 19 800                           |
| 1945 | 6600                             |
| 1950 | 15 200                           |
| 1955 | 22 500                           |
| 1959 | 30 400                           |
| 1965 | 44 000                           |
| 1970 | 57 900                           |
| 1973 | 66 100                           |
| 1980 | 73 500                           |
| 1990 | 82 200                           |
| 2000 | 73 300                           |
| 2005 | 69 400                           |
| 2009 | 65 886                           |
| 2010 | 65 506                           |

У Північну війну, після взяття міста російською армією в 1704 році, більшість жителів старої Нарви були депортовані до Росії: Вологди, Казані, Астрахані та Москви. З 3000 жителів у 1708 році в Нарві залишилося лише 300. У 1770–1780 роках було досягнуто довоєнного рівня населення. 1779. У Нарві 1782 проживало вже 2456 осіб, у 2614 осіб і 1819 близько 3500 осіб.

## Транспорт
Залізнична станція Нарва розташована на міжнародній залізничній лінії між Естонією та Росією (залізниця Таллінн — Нарва). 
Щоденний міжнародний пасажирський потяг сполучав (станом на 2019 рік) дві країни: нічний потяг з Москви через Санкт-Петербург до Таллінна, який зупиняється в Нарві. 
Чотири щоденні внутрішні поїзди курсують між Нарвою та Таллінном — сучасні поїзди були введені в 2016 році і тепер час в дорозі менше ніж 3 годин між двома містами. 
Поруч із центральним залізничним вокзалом розташований центральний автовокзал, який має численні внутрішні та міжнародні сполучення (зокрема з Росією, Латвією, Литвою, Польщею, Білоруссю тощо). 
Біля Нарви є трав'яний аеродром авіації загального призначення (ICAO: EENA).

## Клімат
Нарва має вологий континентальний клімат (Класифікація кліматів Кеппена Dfb) з м’яким, теплим дощовим літом з прохолодними ночами та холодною, хмарною та сніжною зимою. 
Нарва — одне з найхолодніших поселень Естонії, розташоване на самому північному сході країни і межує з Росією.
| Клімат Нарви                               | Клімат Нарви | Клімат Нарви | Клімат Нарви | Клімат Нарви | Клімат Нарви | Клімат Нарви | Клімат Нарви | Клімат Нарви | Клімат Нарви | Клімат Нарви | Клімат Нарви | Клімат Нарви | Клімат Нарви |
| Показник                                   | Січ.         | Лют.         | Бер.         | Квіт.        | Трав.        | Черв.        | Лип.         | Серп.        | Вер.         | Жовт.        | Лист.        | Груд.        | Рік          |
| Абсолютний максимум, °C                    | 8,9          | 10,6         | 16,0         | 25,7         | 31,7         | 34,6         | 34,5         | 35,4         | 29,9         | 21,0         | 12,5         | 10,4         | 35,4         |
| Середній максимум, °C                      | −3,2         | −3,1         | 1,6          | 8,7          | 15,7         | 19,9         | 21,7         | 20,2         | 14,4         | 8,3          | 2,0          | −1,4         | 8,7          |
| Середня температура, °C                    | −5,8         | −6,2         | −2           | 4,0          | 10,1         | 14,8         | 16,9         | 15,4         | 10,3         | 5,4          | −0,1         | −3,8         | 4,9          |
| Середній мінімум, °C                       | −8,9         | −9,7         | −5,4         | −0,1         | 4,4          | 9,3          | 11,7         | 10,7         | 6,3          | 2,5          | −2,5         | −6,7         | 0,9          |
| Абсолютний мінімум, °C                     | −39,4        | −37,4        | −32,7        | −25,1        | −6,3         | −0,9         | 2,3          | −0,5         | −5,4         | −12,4        | −22,9        | −42,6        | −42,6        |
| Середня кількість сонячних годин на місяць | 29,6         | 60,3         | 123,9        | 178,4        | 274,5        | 284,0        | 286,7        | 231,0        | 133,2        | 76,0         | 26,8         | 16,5         | 1718,7       |
| Норма опадів, мм                           | 36           | 28           | 33           | 32           | 43           | 62           | 75           | 89           | 76           | 72           | 54           | 47           | 646          |
| Днів з опадами                             | 11           | 8            | 9            | 8            | 7            | 9            | 10           | 11           | 12           | 13           | 14           | 12           | 124          |
| Вологість повітря, %                       | 86           | 84           | 79           | 72           | 67           | 73           | 76           | 79           | 83           | 84           | 87           | 87           | 80           |
| ------------------------------------------ | ------------ | ------------ | ------------ | ------------ | ------------ | ------------ | ------------ | ------------ | ------------ | ------------ | ------------ | ------------ | ------------ |

## Відомі люди
- Демчог Вадим Вікторович — російський актор театру і кіно.
- Керсті Мерілаас (1913—1986) — естонська поетеса та перекладачка.
- Керес Пауль Петрович (1916—1975) — естонський і радянський шахіст, шаховий композитор і теоретик.
- Аліка Мілова(2002) — естонська співачка й композиторка.Учасниця Євробачення-2023